# Districtul Kisvárda
Kisvárda (în maghiară Kisvárdai járás) este un district în județul Szabolcs-Szatmár-Bereg, Ungaria.
Districtul are o suprafață de 523,09 km2 și o populație de 57.050 locuitori (2013).